# Aeroportul Jasper
Aeroportul Jasper (IATA: YJA, ICAO: CYJA) este un aeroport din Alberta, Canada. Aeroportul a fost tranzitat în 2019 de 0 pasageri.
Situat la o altitudine de 1.021 m, aeroportul dispune de o singură pistă.